# ناتئ صخري
الناتئ الصخري (بالإنجليزية: Petrosal process)‏ هو ناتئ حاد أسفل الثلمة لمرور العصب المُبعِّد على جانبي ظهر السرج من العظم الوتدي. يتمفصل مع قمة الجزء الصخري للعظم الصدغي، ويشكل الحد الإنسي للثقبة الممزقة.